# Basilio Salazar
Basilio Salazar, auch bekannt unter dem Spitznamen Bacho, ist ein ehemaliger mexikanischer Fußballspieler, der vorwiegend in der Abwehr bzw. im defensiven Mittelfeld agierte und nach seiner aktiven Laufbahn vorübergehend als Fußballtrainer tätig war. 

## Laufbahn
Der Tampiqueño spielte von 1972 bis 1978 für den CF Monterrey und erzielte in seiner letzten Saison 1977/78 bei den Rayados das tausendste Erstligator in deren Vereinsgeschichte. Mit seinem Ausgleichstreffer am 20. November 1977 im Aztekenstadion von Mexiko-Stadt gegen den Gastgeber América, der zur Pause bereits mit 2:0 in Führung gelegen hatte, sorgte Salazar noch für die Punkteteilung.
In den beiden folgenden Spielzeiten war Salazar (wieder?) für seinen Heimatverein Club Deportivo Tampico im Einsatz und betreute die Jaibas Bravas nach Beendigung seiner aktiven Laufbahn zweimal kurzzeitig als Trainer; zunächst versuchte er in den ausstehenden sechs Spielen der Saison 1981/82 (einschließlich der Relegation), den Abstieg des Club Deportivo Tampico aus der höchsten Spielklasse zu vermeiden. Dieses Vorhaben misslang zwar auf sportlichem Wege, doch erwarb der neue Eigentümer des Vereins, der seither als Tampico-Madero FC firmiert, die Erstligalizenz der wirtschaftlich angeschlagenen Atletas Campesinos und konnte sich somit den Verbleib in der ersten Liga für weitere acht Jahre sichern. In der Hinrunde der Saison 1987/88 übernahm Salazar noch einmal übergangsweise für drei Spiele das Amt des Cheftrainers.